# Ortskurve (Kurvendiskussion)
Als Ortskurve bezeichnet man eine Kurve, auf der alle Punkte einer gegebenen Funktionenschar liegen, die eine bestimmte Eigenschaft erfüllen. In einer Kurvendiskussion werden häufig die Ortskurven von Extrempunkten oder Wendepunkten der Graphen einer Funktionenschar gesucht.

## Berechnung
Zur Berechnung der Ortskurve werden zunächst die {\displaystyle x}-Koordinaten der betreffenden Punkte (z. B. aller Tiefpunkte einer Funktionenschar) in Abhängigkeit vom jeweiligen Parameter (z. B. {\displaystyle a}) bestimmt.
Anschließend wird die Gleichung für die {\displaystyle x}-Koordinate nach dem Parameter aufgelöst und in die Funktionsgleichung eingesetzt, wodurch der Parameter eliminiert wird: Übrig bleibt die Gleichung der Ortskurve.
Alternativ kann auch zunächst die Gleichung für die {\displaystyle y}-Koordinate bestimmt werden und die nach dem Parameter umgestellte Gleichung in diese eingesetzt werden.

## Beispiele

### Extrempunkte einer Kurvenschar

Ortskurve (rot) der Extrema einer Funktion (schwarz)

Die Extrempunkte (Hoch- und Tiefpunkte) der durch {\displaystyle f_{a}(x)=x^{3}-3a^{2}x} gegebenen Funktionenschar haben die {\displaystyle x}-Koordinaten {\displaystyle x=\pm a} (mit {\displaystyle a\neq 0}). Die Kurve mit der Gleichung {\displaystyle y=-2x^{3}} ist die Ortskurve aller Extrempunkte, da alle Extrempunkte der einzelnen Funktionsgraphen auf dieser Kurve liegen.

### Wendepunkte einer Kurvenschar

Ortskurve (rot) der Wendepunkte einer Funktion (schwarz)

Wenn man z. B. die Ortskurve für alle Wendepunkte der Funktionenschar
{\displaystyle f_{t}(x)=tx^{4}-4t^{2}x^{2}} mit {\displaystyle t>0}
bestimmen möchte, geht man folgendermaßen vor:
1. Wendestellen bestimmen:
{\displaystyle w_{1}=+{\sqrt {\tfrac {2t}{3}}}} und {\displaystyle w_{2}=-{\sqrt {\tfrac {2t}{3}}}}
2. Da der Funktionsgraph achsensymmetrisch zur {\displaystyle y}-Achse ist, kann man mit einer einzigen Wendestelle weiterarbeiten.
3. {\displaystyle x}-Koordinate in Gleichung schreiben:
{\displaystyle x={\sqrt {\tfrac {2t}{3}}}}
4. {\displaystyle x}-Gleichung nach Parameter {\displaystyle t} auflösen:
{\displaystyle t={\tfrac {3x^{2}}{2}}}
5. Gleichung von {\displaystyle t} in die Funktionsgleichung einsetzen:
{\displaystyle y={-7{,}5x^{6}}}

Die Ortskurve für alle Wendepunkte der Funktionen {\displaystyle f_{t}} hat also die Gleichung
{\displaystyle o_{\text{w}}(x)={-7{,}5x^{6}}\,\,;x\neq 0}.